# Місцеві вибори в Мукачевому 2004

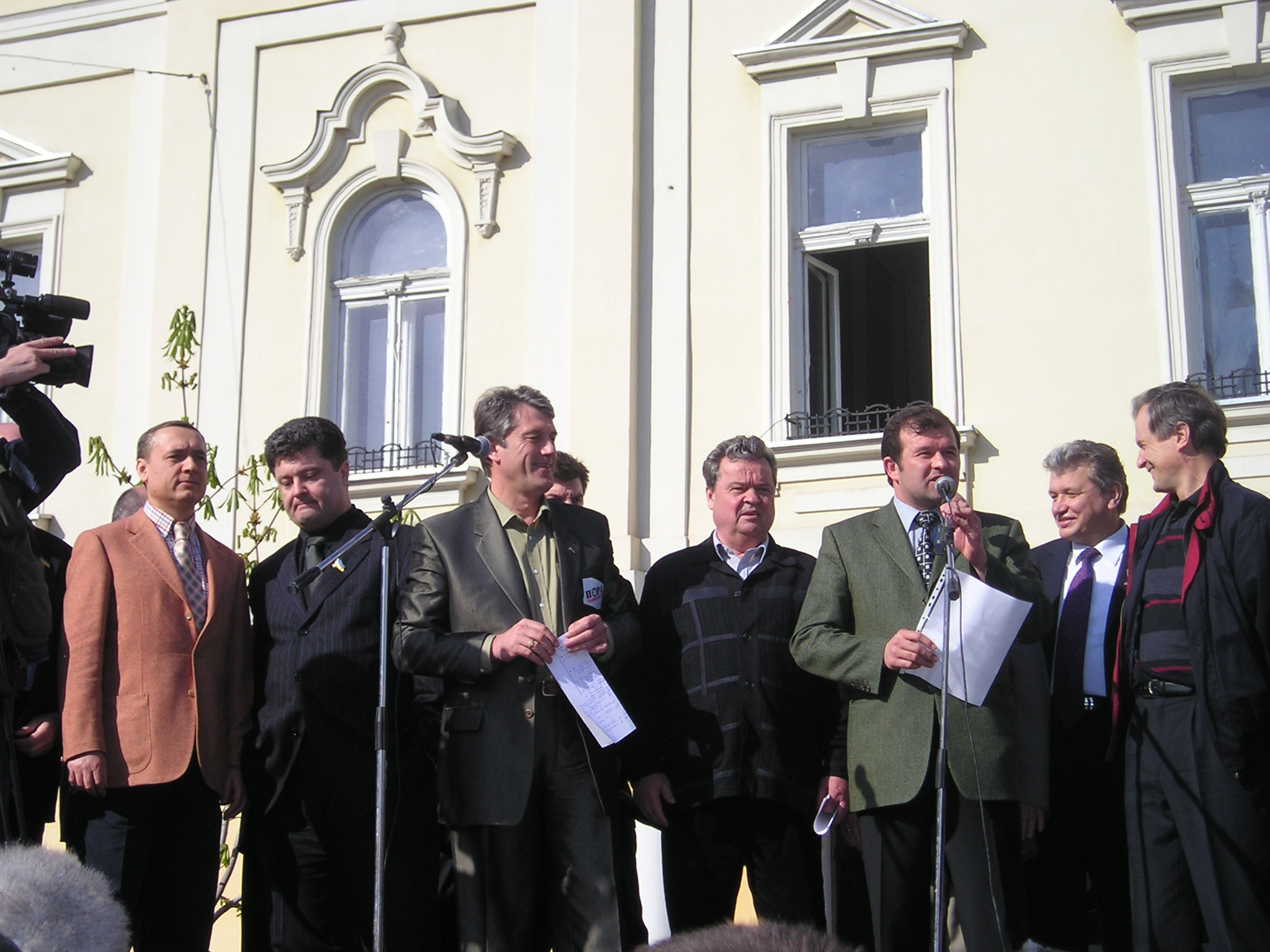
Віктор Ющенко та Віктор Балога на мітингу 16 квітня 2004 року

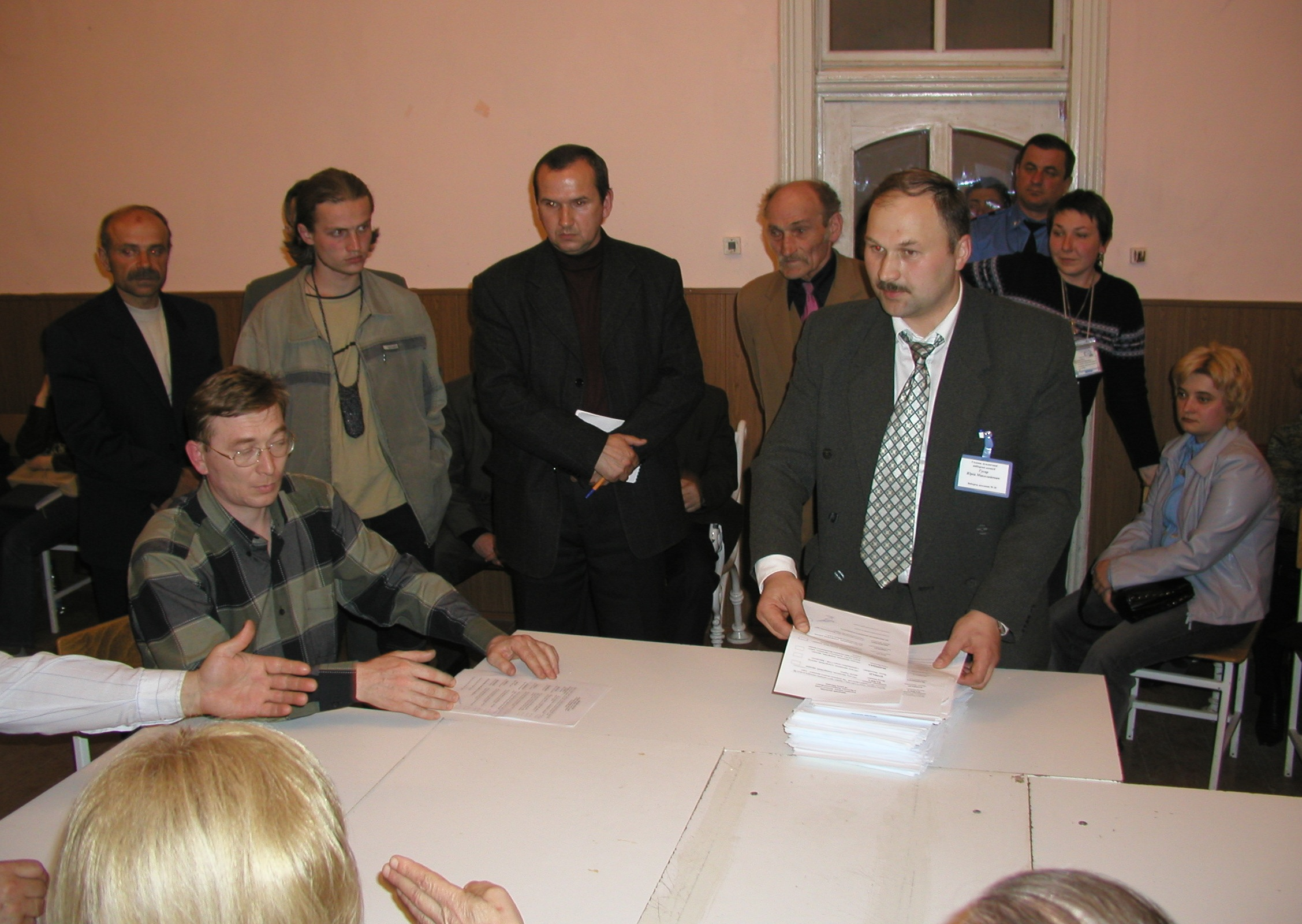
Підрахунок голосів на виборах

Вибори мера Мукачева відбулися 18 квітня 2004 року. Згідно з даними екзит-полу, проведеного в день виборів фондом «Демократичні ініціативи», центром «Соціс», Київським міжнародним інститутом соціології, Центром економічних і політичних досліджень імені Разумкова і Комітетом виборців, 62,4 % опитаних проголосували за Віктора Балогу, якого підтримував блок партій «Наша Україна», 29,99 % — за Ернеста Нусера, якого неофіційно підтримувала СДПУ(О).
19 квітня голова тервиборчкому Юрій Переста заявив про перемогу заступника голови Закарпатської облради Ернеста Нусера на виборах мера і вручив йому відповідне посвідчення. Блок партій «Наша Україна» заявив про фальсифікацію виборів. У свою чергу, СДПУ(О) заявила, що під час виборів мера Мукачева порушень не було.
23 грудня 2004 року Мукачівський міськрайсуд поновив Василя Петьовку на посаді мера. Суд також ухвалив рішення визнати недійсними вибори мера, що відбулися 18 квітня.
17 серпня 2005 Мукачівський районно-міський суд засудив до 5 років позбавлення волі колишнього голову дільничної виборчої комісії № 32 на виборах мера Мукачева у квітні 2004 року Миколу Соляника за фальсифікації на виборах. Соляник звинувачувався в тому, що за попередньою змовою з колишнім першим заступником голови Закарпатської обладміністрації Віктором Дядченком вніс до протоколу виборчої комісії свідомо неправдиві відомості і використовував свідомо підроблений виборчий документ.
18 серпня 2005 Генеральна прокуратура завершила розслідування і скерувала до суду кримінальну справу щодо колишнього голови дільничної виборчої комісії № 11 на виборах мера Мукачева Василя Фепнича. Кримінальну справу проти нього було порушено за ознаками злочинів, передбачених частиною 5 статті 27 і частиною 3 статті 158 (підробка виборчих документів), частиною 3 статті 158, частиною 1 статті 368 (одержання хабара) Кримінального кодексу.
Ернест Нусер згодом добровільно склав повноваження міського голови, а після Помаранчевої революції був працевлаштований в обласній адміністрації, сформованій представником «Нашої України» Віктором Балогою.

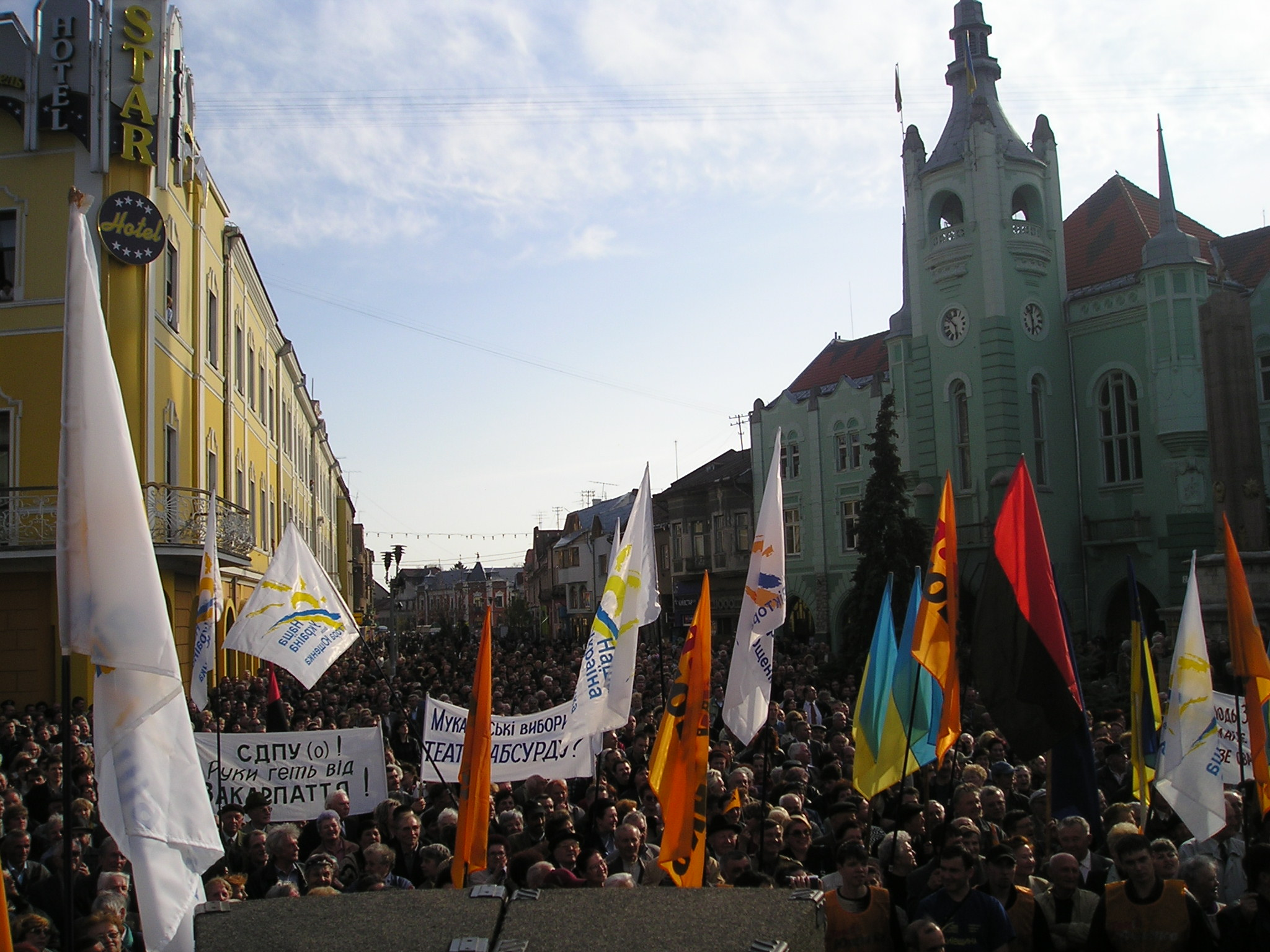
Мітинг на підтримку Віктора Балоги
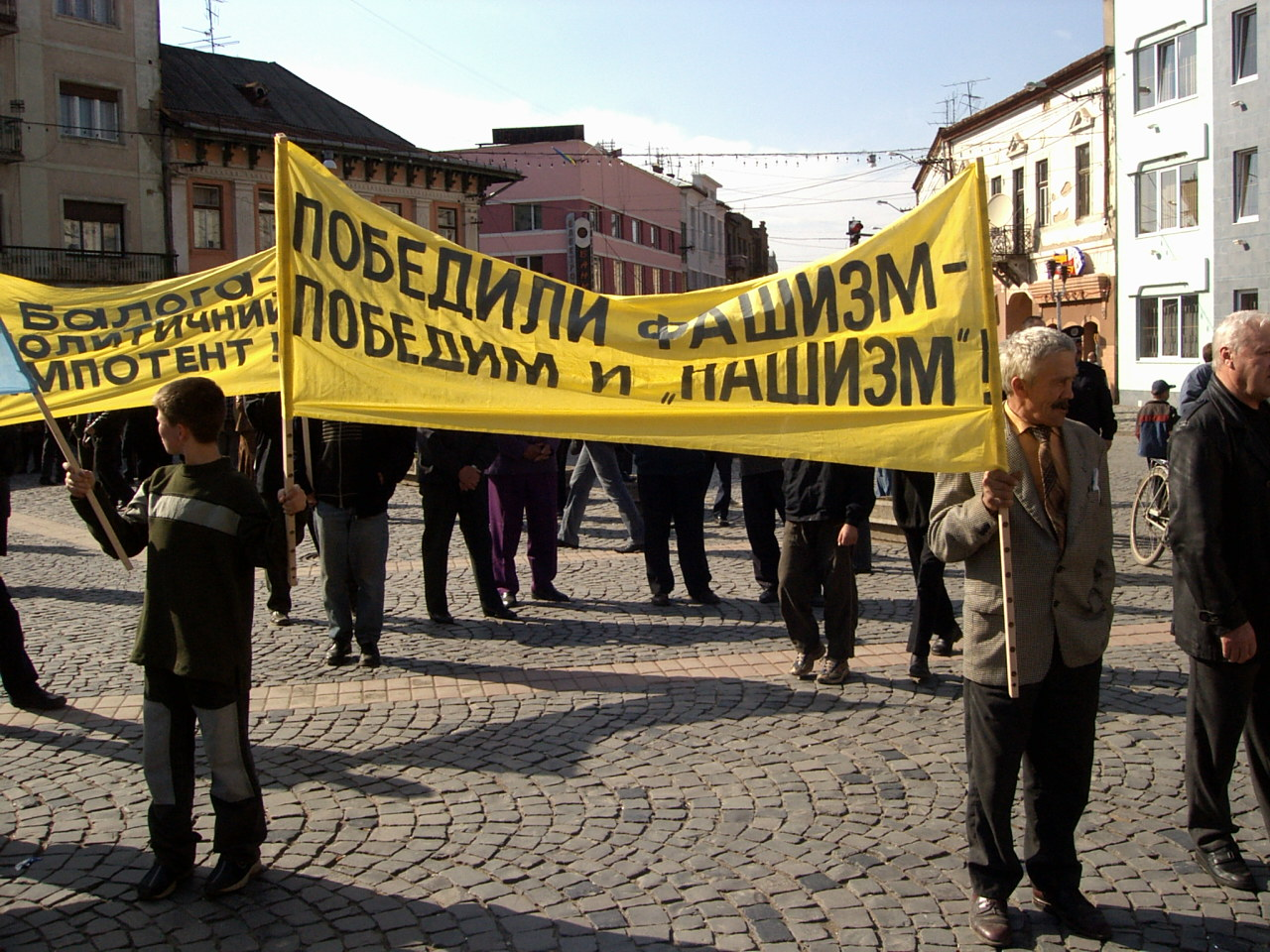
Мітинг опонентів Віктора Балоги